# Ґарбек
Ґарбек (пол. Garbek) — село в Польщі, у гміні Пшехлево Члуховського повіту Поморського воєводства.
Населення — 94 особи (2011).
У 1975-1998 роках село належало до Слупського воєводства.

## Демографія
Демографічна структура станом на 31 березня 2011 року:
|          | Загалом | Допрацездатний вік | Працездатний вік | Постпрацездатний вік |
| -------- | ------- | ------------------ | ---------------- | -------------------- |
| Чоловіки | 47      | 9                  | 36               | 2                    |
| Жінки    | 47      | 14                 | 23               | 10                   |
| Разом    | 94      | 23                 | 59               | 12                   |